# Hohenfinow
Hohenfinow là một đô thị ở the huyện Barnim trong Brandenburg in Đức. Đô thị này có diện tích 21,91 km², dân số thời điểm ngày 31 tháng 12 năm 2006 là 524 người.